# Pellonula vorax
Pellonula vorax är en fiskart som beskrevs av Günther, 1868. Pellonula vorax ingår i släktet Pellonula och familjen sillfiskar. IUCN kategoriserar arten globalt som livskraftig. Inga underarter finns listade i Catalogue of Life.